# Regasilus
Regasilus es un género de díptero de la familia Asilidae.

## Especies
Desde 1931 se conocía solo una especie: R. strigarius, descubierta en la provincia del Guayas en Ecuador. En 2020 se descubrieron ocho nuevas especies del género en Perú:
- Regasilus aiapaec Sánchez, 2020
- Regasilus apu Sánchez, 2020
- Regasilus chicamac Sánchez, 2020
- Regasilus huiracocha Sánchez, 2020
- Regasilus illapa Sánchez, 2020
- Regasilus inti Sánchez, 2020
- Regasilus strigarius Curran, 1931
- Regasilus supay Sánchez, 2020
- Regasilus uscovilca Sánchez, 2020